# Yūko Tsuno
Yūko Tsuno (jap. 津野 裕子, Tsuno Yūko; * 1966 in Takaoka, Präfektur Toyama, Japan) ist eine japanische Manga-Zeichnerin. Ihre Comics, allesamt sehr kurze, in sich abgeschlossene Werke mit einem Umfang zwischen fünf und 20 Seiten, sind surreal und dramatisch.
Ihr erstes Werk veröffentlichte Tsuno 1986 in der Mai-Ausgabe des avantgardistischen Manga-Magazins Garo mit der sechsseitigen Kurzgeschichte Reizōko (冷蔵庫). In diesem Comic geht es um eine Person, deren verstorbene Schwester in einem Kühlschrank eingesperrt ist.
Bereits kurze Zeit, nachdem ihr Erstlingswerk herausgekommen war, erhielt sie Angebote von Mainstream-Magazinen, lehnte diese allerdings ab und blieb dem Underground-Comicbereich treu. Tsuno kreiert Mangas mit der Einstellung, diese für sie selbst und nicht für ein Publikum zu zeichnen. Bis zur Einstellung des Garo im Jahr 2002 publizierte sie rund 70 weitere Kurzgeschichten. Einige davon verlegte Seirindō, der Verlag von Garo,  in drei Sammelbänden: Delicious (デリシャス, Derishasu, 1988), Amemiya Seppyō (雨宮雪氷, 1994) und Rinpun Kusuri (鱗粉薬, 2000).
2000 erschien ihre Kurzgeschichte Swing Shell (スイングシェル, Suingu Sheru) in der englischsprachigen Anthologie Secret Comics Japan, die einen Überblick über die alternative Comicszene geben sollte.
Nach dem Ende von Garo folgten einige Jahre keine weiteren Veröffentlichungen. 2008 entstand schließlich ein Manga für das Magazin AX.
Tsuno lebt in Fukuyama und arbeitet in einem Studio für Grafikdesign.